# Giros internos e externos (dança)
Os termos giro interno e giro externo são passos de dança que aplicam-se apenas ao giro individual do parceiro (não aplicado ao giro do casal), que são executados começando com as mãos dadas (muitas vezes à esquerda do líder/condutor e à direita do seguidor/conduzida) movendo-se respectivamente em direção ao "interior" do casal (ao longo da linha imaginária entre os centros dos parceiros, interno) ou de modo oposto (externo).
As voltas podem ser executadas de várias maneiras e usando diferentes apoios de mão. Em danças como swing e salsa, as voltas internas e externas geralmente se referem às viradas nas axilas executadas pelo seguidor. Nessas danças, o braço direito do seguidor é normalmente usado para liderar uma curva (mais comumente pelo braço esquerdo do líder, mas às vezes pelo braço direito do líder quando uma posição cruzada ou de "aperto de mão" é usada), uma virada interna é normalmente uma para a esquerda (sentido anti-horário), enquanto uma curva para fora é uma curva para a direita (sentido horário). No entanto, se o braço esquerdo do seguidor for usado para iniciar a curva, a direção pretendida da curva pode ser oposta.
O "giro interno" é mais intuitivo e claro, pois se inicialmente o casal estiver em uma posição aberta de apoio único, um de frente para o outro. Para iniciar o giro interno, o líder move o braço do seguidor para dentro e, inversamente, para a curva externa. Em outras posições o termo não é tão claro, pois em algumas danças,  alguns  preferem usar este termo de acordo com seu uso no balé, baseado no footwork ao invés do estilo do braço. No balé, ao descrever piruetas, um giro para fora ( en dehors ) é o giro na direção da perna de trabalho. Consequentemente, uma volta para dentro ( en dedans ) é a volta na direção da perna de apoio, com por exemplo rond de jambe. A última definição é inequívoca, mas em outros contextos só é aplicável a um único passo. Por exemplo, de acordo com esta definição, as curvas encadeadas são curvas internas e externas alternadas, embora a direção da rotação seja a mesma. Portanto, é comum nomear a figura de giro de acordo com a direção do primeiro passo de giro.